# Галайба Василь Васильович
Васи́ль Васи́льович Гала́йба (нар. 9 червня 1939, Батурин, Бахмацький район, Чернігівська область, Українська РСР, СРСР) — український києвознавець, журналіст, літератор.

## Життєпис
Народився 9 червня 1939 року в місті Батурині Бахмацького району Чернігівської області Української РСР (СРСР). У 1961 році закінчив Одеський електротехнічний інститут зв'язку, за фахом інженер дротового зв'язку. У тому ж році за розподілом приїхав до Києва. Працював інженером в різних проектних організаціях.
З 1960-х років почав цікавитися історією Києва. Був одним з найактивніших учасників клубу «Літопис» Леонори Рахліної (в період розквіту клубу в 1970–80-х роках). Дуже прискіпливо пропрацював стару київську пресу, склав величезну добірку виписок, на основі яких написав безліч статей, опублікованих в періодичній пресі Києва, — про його найвідоміші архітектурні пам'ятки, храми, монастирі, навчальні заклади, лікарні, благодійні установи, про деякі особливості суспільного життя міста тощо.
Багато років працював позаштатним екскурсоводом Київського бюро подорожей та екскурсій. Захоплюється моржуванням протягом п'ятдесяти років.

## Публікації

### Книги
- Образ епохи. Культурне середовище Києва кінця XIX — початку ХХ ст.: Міжнародна наукова конференція, 20-22 листопада 1995 р. Тези доповідей. Колектив авторів. — К., 1995.
- Хрещатик. Культурологічний путівник / В. Чепелик, А. Макаров, В. Галайба. Упорядник і редактор В. М. Грузін. — К. : Амадей. 1997.[3]
- Володимирська / Ю. Асєєв, В. Чепелик, В. Галайба, А. Макаров, Л. Федорова. Упоряд. і ред. В. М. Грузін. — К. : Амадей. 1999.
- Фотоспомин. Київ, якого немає: анотов. альбом світлин 1977—1988 років / Авт. світлин В. В. Галайба; авт.-упоряд. М. В. Виноградова та ін; відп. ред. А. Б. Бєломєсяцев та ін. — К. : Головкиївархітектура; НДІТІАМ, 2000. — 408 с.: іл.[4]
- Храми Св. Миколая в Києві [Архівовано 8 липня 2014 у Wayback Machine.] / Василь Галайба. — К., 2002. — 64 с. — (Б-ка українця).
- Хроніка старого Києва / Василь Галайба. — К., 2003. — 176 с.: іл. — (Б-ка українця).
- Свято-Богородичні храми у «другому Єрусалимі» — місті Києві: [альб.] / Василь Галайба; [передм., післям., наук. ред. Д. Степовик]. — К. : Автограф, 2008. — 368 с. : іл.
- Прорізна. Ярославів Вал / В. Галайба, В. Грузін, М. Кадомська, Д. Малаков. — К., 2010. — 295 с. : іл. — (Амадей).
- Андреевский спуск / А. Браславец, В. Галайба, В. Грузин, М. Кадомская, Е. Мокроусова, В. Некрасов, Д. Шлёнский. — К. : Амадей, 2011. — 391 с. : ил. (рос.)
- Борьба с преступностью в старом Киеве — К. : Скай Хорс, 2012. — 192 с. : ил. (рос.)
- Герои не нашего времени / А. Анисимов, В. Галайба — К. : Скай Хорс, 2013. — 174 с. : ил.(рос.)
- Из жизни губернского Киева — К. : Скай Хорс, 2015. — 320 с. : ил.(рос.)
- Фотоспомин. Київ, якого не стало… — К. : Тов. "НВП «Інтерсервіс», 2018. — 640 с.

### Публікації в періодичних виданнях
Неодноразово публікувався в газетах «Вечірній Київ», «Київський вісник», журналах «Україна», «Пам'ятки України» та в багатьох інших виданнях. Автор 650 публікацій.

### Інтернет-публікації
- Василь Галайба. Фотоспомин. Київ, якого немає
- Один з авторів сайту «Прогулянки Києвом»[5]
- Один з авторів проекту «Київський календар» [Архівовано 23 листопада 2019 у Wayback Machine.][6]
- Чоловіча гімназія М. А. Стельмашенко